# Карл Гайн
Карл Гайн (нім. Karl Hein; 11 червня 1908 — 10 липня 1982) — німецький легкоатлет, який спеціалізувався в метанні молота.

## З життєпису
Легкою атлетикою почав займатись у 1920-х. Припинив виступи на початку 1930-х. На повернення до сектору надихнув кінофільм про Олімпіаду-1932.
Олімпійський чемпіон з метання молота (1936).
Чемпіон Європи з метання молота (1938).
Після 1949 року виступав у чемпіонатах Західної Німеччини.
Чемпіон Німеччини з метання молота (1936-1938). Срібний (1942, 1943, 1956) та бронзовий (1939, 1941, 1948) призер чемпіонатів Німеччини з метання молота.
Спортивну кар'єру завершив наприкінці 1950-х.

## Визнання
- Меморіальна нагорода імені Рудольфа Гарбіга[de] (1962)